# Siren (álbum de Heather Nova)
Siren es el tercer álbum de estudio de la cantante bermudeña Heather Nova. Fue publicado a principios de junio de 1998 a través de Work Records en los Estados Unidos y por V2 Records en el Reino Unido y Europa.

## Recepción de la crítica
Scott Schinder, crítico de Entertainment Weekly, comentó: “Si bien la creación de canciones de Nova puede ser impresionante, su personalidad de muñeca sexual con los ojos muy abiertos hace que sea difícil tomarla en serio”.
Steve Klinge, contribuidor de CMJ New Music Monthly, declaró: “Heather Nova encaja perfectamente en esa floreciente categoría Lilith de mujeres artísticas que son cantautoras de corazón pero que distienden sus cantos de empoderamiento y añoranza y diosas con dramáticos arrullos vocales y melismas. Siren, de hecho, aunque Nova, que se crió en un velero, tiene más derecho que la mayoría a ese título”. Klinge finalizó su reseña indicando que “[el álbum] puede no ser amenazante, pero es seductor”.
El sitio web AllMusic escribió: “A lo largo de Siren, Nova utiliza un tono intrigante en su voz y, en última instancia, es el estilo vocal único de Nova y la sensibilidad pop ganadora lo que hace que Siren funcione tan bién como lo hace, cumpliendo una doble función como declaración sustantiva de cantautora y producto de radio pop perfecto”.
Sal Cinquemani de Slant Magazine mencionó: “Siren es engañosamente simple—progresiones de acordes sencillas, ganchos pop infecciosos—pero es rica temáticamente, cada canción está sutil o directamente interconectada”.

## Lista de canciones
Todas las canciones escritas y compuestas por Heather Nova.
1. «London Rain (Nothing Heals Me Like You Do)» – 3:50
2. «Blood of Me» – 3:59
3. «Heart and Shoulder» – 3:58
4. «What a Feeling» – 4:46
5. «Valley of Sound» – 4:19
6. «I'm the Girl» – 5:23
7. «Winterblue» – 4:55
8. «I'm Alive» – 3:40
9. «Widescreen» – 4:18
10. «Paper Cup» – 3:29
11. «Avalanche» – 4:07
12. «Make You Mine» – 4:56
13. «Ruby Red» – 4:05
14. «Not Only Human» – 5:04

## Créditos y personal
Crédulo adaptados desde las notas de álbum de Siren.
Músicos
- Heather Nova – guitarra sajona, violín, voces
- David Ayers – guitarra (14)
- Marcus Cliffe – guitarra bajo (4)
- Danny Cummings – percusión
- Geoff Dugmore – batería
- Guy Fletcher – piano, órgano Hammond, tamboura, Mellotron, Lap steel, piano eléctrico Wurlitzer
- Nikolaj Juel – guitarra, sintetizador Moog, Fender Rhodes
- Nadia Lanman – violonchelo
- Monti – batería (2, 5, 8, 9)
- John Moore – sierra musical
- Paul Sandrone – guitarra bajo
- Satin Singh – percusión
- Neil Taylor – guitarra
- Youth – guitarra (6), guitarra bajo (3, 6, 11)

Personal técnico
- Jon Kelly – producción (1, 4, 7, 12, 13)
- Felix Tod – producción (2, 5, 8–10, 14)
- Youth – producción (3, 6, 11)
- Lorraine Francis, Hugo Nicholson, Andrew Scarth – ingeniero de audio
- Anne Dudley, Andy Green, Jon Kelly, Will Malone, Hugo Nicholson, Andy Wallace – mezclas
- Steve Sisco – asistente de mezclas
- Roger Lian, Howie Weinberg – masterización
- Brian Fanning – edición
- Jason Mayo, Felix Tod – programación
- Mike Diver, Heather Nova – fotografía
- Emma Jones – asistente de grabación

## Posicionamiento

### Gráfica semanal
| Gráfica (1998–99)                          | Pico de posición |
| ------------------------------------------ | ---------------- |
| Australia (ARIA Charts)                    | 90               |
| Austria (Ö3 Austria Top 40)                | 24               |
| Bélgica (Flandes) (Ultratop 200 Albums)    | 16               |
| Países Bajos (Album Top 100)               | 48               |
| Francia (SNEP)                             | 60               |
| Alemania (Offizielle Top 100)              | 13               |
| Nueva Zelanda (RMNZ)                       | 18               |
| Noruega (VG-lista)                         | 32               |
| Suecia (Sverigetopplistan)                 | 33               |
| Suiza (Schweizer Hitparade)                | 28               |
| Reino Unido (UK Albums Chart)              | 55               |
| Estados Unidos (Billboard 200)             | 176              |
| Estados Unidos (Billboard Top Heatseekers) | 12               |

### Gráfica de fin de año
| Gráfica (1998)                | Pico de posición |
| ----------------------------- | ---------------- |
| Alemania (Offizielle Top 100) | 93               |